# Assassinatos de George Moscone e Harvey Milk
Em 27 de novembro de 1978, George Moscone, o 37º prefeito de São Francisco, e Harvey Milk, membro do Conselho de Supervisores de São Francisco, foram assassinados a tiros dentro da Prefeitura de São Francisco pelo ex-supervisor Dan White. Naquela manhã, Moscone planejava anunciar que o cargo de Supervisor, do qual White havia renunciado anteriormente, seria dado a outra pessoa. Enfurecido, White entrou na Prefeitura antes do anúncio programado e atirou primeiro em Moscone no escritório do prefeito, depois em Milk no antigo escritório de White, antes de fugir do prédio. A presidente do Conselho de Supervisores, Dianne Feinstein, anunciou as mortes de Moscone e Milk para a mídia e, devido à morte de Moscone, assumiu o cargo de prefeita interina.
White foi acusado de assassinato em primeiro grau com circunstâncias que o tornavam elegível para a pena de morte [en]. No entanto, em 21 de maio de 1979, White foi condenado pelo crime menos grave de homicídio culposo e sentenciado a sete anos de prisão, o que resultou nos motins da Noite Branca [en] e na abolição da defesa de capacidade diminuída na Califórnia. Isso também levou à popularmente citada "defesa Twinkie", já que a defesa mencionou, de passagem, que a capacidade diminuída de White era parcialmente evidenciada pelo consumo de alimentos ricos em açúcar. White cometeu suicídio em 1985, um ano e meio após sua libertação da prisão.
Feinstein foi eleita pelo Conselho de Supervisores para se tornar a primeira prefeita mulher de São Francisco em 4 de dezembro de 1978, cargo que ocupou pelos próximos dez anos. Ela eventualmente se tornou senadora dos Estados Unidos pela Califórnia até sua morte em 2023.

## Eventos anteriores
Em meados da década de 1970, São Francisco e a área circundante da Baía de São Francisco foram palco de uma série de atentados antigoverno, amplamente atribuídos ao Frente de Libertação do Novo Mundo, um grupo militante esquerdista. Membros do governo da cidade, incluindo o prefeito, receberam bombas pelo correio ou foram alvo de ameaças de bomba, assim como a Prefeitura. Em 9 de fevereiro de 1977, um regime de segurança mais rígido foi implementado na Prefeitura para proteger o prefeito e os membros do Conselho de Supervisores de São Francisco, incluindo o fechamento da maioria das entradas e a instalação de guardas de segurança e detectores de metais nas entradas públicas, medidas que permaneceram em vigor até 1978.
Antes de entrar na política municipal, Dan White foi membro do Departamento de Polícia de São Francisco (SFPD) e do Corpo de Bombeiros de São Francisco (SFFD). Ele e Harvey Milk foram eleitos para o Conselho de Supervisores nas eleições de novembro de 1977, que introduziram cadeiras baseadas em distritos. A eleição trouxe "uma gama de legisladores talvez incomparável na história de São Francisco em sua diversidade", incluindo o primeiro chino-americano (Gordon Lau), a primeira mãe solteira (Carol Ruth Silver), a primeira mulher negra (Ella Hill Hutch), o primeiro homossexual (Harvey Milk) e o primeiro ex-bombeiro (Dan White). Todos os supervisores tomaram posse em 9 de janeiro de 1978, com Dianne Feinstein como presidente do conselho. A carta municipal proibia que alguém ocupasse dois cargos municipais simultaneamente, então White renunciou ao seu emprego mais bem remunerado no SFFD. Durante 1978, White tentou complementar seu salário de Supervisor, que totalizava $9.600 por ano (equivalente a aproximadamente equivalent to $44 800 in 2023 em 2025), com uma barraca de concessão de alimentos no Pier 39.
Em relação às questões de desenvolvimento de negócios, o conselho de onze membros estava dividido aproximadamente por 6 a 5 a favor de defensores do crescimento, incluindo White, contra aqueles que apoiavam a abordagem mais voltada para os bairros, favorecida pelo prefeito George Moscone, também eleito em 1977. O debate entre os membros do conselho era às vezes acirrado, com White discutindo verbalmente com outros supervisores, incluindo Milk e Carol Ruth Silver. Mais tensão surgiu quando Milk votou a favor da colocação de uma casa de acolhimento no distrito de White. Subsequentemente, White foi o único a votar contra a histórica lei de direitos dos homossexuais de São Francisco, aprovada pelo Conselho em 3 de abril de 1978 e assinada por Moscone logo após.

### Renúncia de White
Uma emenda à carta municipal para aumentar os salários dos Supervisores foi proposta no verão de 1978, mas um comitê do qual White fazia parte impediu que a emenda avançasse, no contexto da recente aprovação da Proposição 13 da Califórnia de 1978 [en] em junho. O baixo salário do cargo de Supervisor pesou sobre White, e ele apresentou sua renúncia a Moscone em 10 de novembro. White declarou que não conseguia sustentar sua família apenas com o salário de Supervisor e que ser forçado a trabalhar em dois empregos o impedia de servir adequadamente seus constituintes. A renúncia de White renovou rapidamente um apelo para emendar a carta municipal para aumentar os salários dos Supervisores, desta vez proposto em nome de White por Silver. Sua renúncia deixou uma vaga no Conselho de Supervisores, que seria preenchida por nomeação de Moscone. Isso alarmou alguns interesses comerciais da cidade e os constituintes de White, pois indicava que o prefeito poderia mudar o equilíbrio de poder no Conselho e nomear um representante liberal para o distrito mais conservador.
Em 15 de novembro, cinco dias após renunciar, White pediu a Moscone que devolvesse sua carta de renúncia (que já havia sido aceita e arquivada pelo Conselho) e expressou sua intenção de continuar servindo como Supervisor após receber empréstimos da família e encorajamento dos constituintes. Moscone devolveu a carta, mas em 16 de novembro, o procurador da cidade, George Agnost, determinou que White havia de fato renunciado e não estava mais no Conselho, pendente de revisão legal, e a possibilidade de White ser nomeado de volta ao cargo do qual acabara de renunciar também era uma questão em aberto. Moscone afirmou que, se surgissem "problemas legais" na finalidade da renúncia de White, ele o nomearia de volta ao cargo, mas, em qualquer caso, alguns dos líderes mais liberais da cidade, especialmente Milk e Silver, pressionaram Moscone para não renomeá-lo. Em 17 de novembro, Moscone declarou que a renúncia de White era final e não deu indicação de que ele seria renomeado.
Em 18 de novembro, a notícia do suicídio em massa dos membros do Templo dos Povos em Jonestown veio à tona. Antes da mudança do grupo para Guiana, o Templo estava baseado em São Francisco [en], então a maioria dos mortos eram residentes recentes da área da Baía, assim como Leo Ryan, o Congressista dos Estados Unidos assassinado no incidente. A cidade foi mergulhada em luto, e a questão da vaga de White no Conselho de Supervisores foi deixada de lado por vários dias. Em 21 de novembro, Moscone confirmou que a posição legal da cidade em relação a White era que ele havia renunciado, e que o preenchimento da vaga de White estava a uma semana de distância. Ele novamente não garantiu a renomeação de White, a menos que fosse legalmente obrigado a isso. White pareceu interpretar as declarações de Moscone como uma indicação de que seria renomeado para seu antigo cargo.

## Tiroteio
Em vez de renomear White, Moscone decidiu nomear Don Horanzy, um funcionário federal de habitação mais liberal, para o antigo cargo de White no Conselho. Ele agendou uma coletiva de imprensa para fazer esse anúncio em 27 de novembro, às 11h30; uma cópia antecipada havia sido enviada aos jornais com edições tardias para que pudessem começar a preparar suas matérias.
White combinou com um ex-assessor para levá-lo à Prefeitura na manhã em que Moscone faria o anúncio. Ele carregava um .38-calibre Smith & Wesson Modelo 36 Chief's Special com cinco cartuchos, carregado com balas de ponta oca (sua revólver de serviço do tempo em que trabalhava como policial), e dez cartuchos extras de munição no bolso do casaco. White bateu em uma janela do subsolo, e disse a um engenheiro do prédio que havia esquecido suas chaves. White entrou pela janela por volta das 10h25, evitando assim os detectores de metal e guardas nas entradas públicas.

### George Moscone
White seguiu para o escritório de Moscone, onde o prefeito estava em reunião com o deputado estadual da Califórnia Willie Brown. White pediu uma reunião com Moscone e foi autorizado a vê-lo após o término da reunião com Brown.
Quando White entrou no escritório externo de Moscone, Brown saiu por outra porta. Moscone encontrou White no escritório externo, onde White pediu novamente para ser renomeado ao seu antigo assento. Moscone recusou, e a conversa se transformou em uma discussão acalorada sobre a nomeação iminente de Horanzy. Para evitar uma cena pública, Moscone sugeriu que se retirassem para uma sala privativa ao lado de seu escritório. Testemunhas relataram posteriormente que ouviram Moscone e White discutindo, seguidos por tiros que soaram como um carro com retrocesso.
Por volta das 10h45, enquanto Moscone acendia um cigarro e servia duas bebidas, White sacou seu revólver. Ele então disparou no ombro e no peito do prefeito, perfurando seu pulmão. Após Moscone cair no chão, White se aproximou, apontou a arma a 6 polegadas (150 mm) da cabeça do prefeito e disparou mais dois tiros nos lóbulos das orelhas de Moscone, matando-o instantaneamente. Enquanto estava sobre o corpo de Moscone, White recarregou seu revólver.

### Harvey Milk

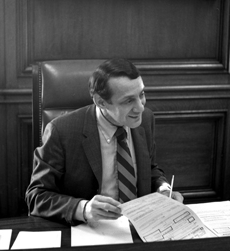
Supervisor Harvey Milk

Imediatamente após o assassinato de Moscone, White deixou o escritório do prefeito e correu em direção ao escritório compartilhado do Conselho de Supervisores, no outro extremo da Prefeitura, onde cada supervisor tinha um cubículo e uma mesa fechados. Dianne Feinstein, então presidente do Conselho de Supervisores de São Francisco, viu White passar correndo pela porta de seu escritório e chamou por ele. White respondeu: "Tenho algo a fazer primeiro."
White interceptou Milk enquanto ele falava com um repórter de rádio e conhecido no escritório dos Supervisores. White interrompeu a conversa com uma batida e pediu a Milk para entrar em seu antigo escritório por um momento. Milk concordou em se juntar a ele. Uma vez que a porta foi fechada, White se posicionou entre a porta e Milk, e após uma breve conversa, abriu fogo contra Milk às 10h55. O primeiro tiro atingiu o pulso direito de Milk enquanto ele tentava se proteger. White continuou disparando rapidamente, atingindo Milk mais duas vezes no peito, depois disparou um quarto tiro na cabeça de Milk, matando-o, seguido por um quinto tiro em seu crânio a curta distância.
White fugiu da cena antes que Feinstein entrasse no escritório e encontrasse o corpo de Milk. Ela sentiu o pescoço de Milk em busca de pulso, seu dedo entrando em um ferimento de bala. Rumores sobre o ocorrido começaram a circular, mas só foram confirmados por volta das 11h20. Naquele momento, Feinstein dirigiu-se à mídia reunida, que esperava o anúncio da nomeação de Horanzy. Feinstein, tremendo tanto que precisou do apoio do chefe de polícia enquanto falava, anunciou aos repórteres chocados que Moscone e Milk haviam sido assassinados.
White deixou a Prefeitura sem ser desafiado. Ele pegou as chaves do carro de seu ex-assessor na mesa dela e dirigiu até uma lanchonete, onde ligou para sua esposa de um telefone público; eles se encontraram em uma igreja próxima. Aproximadamente trinta minutos após deixar a Prefeitura, White se entregou na delegacia Northern Station do SFPD, onde havia servido anteriormente como policial, para Frank Falzon e outro detetive, ambos ex-colegas de trabalho. Em uma sala de interrogatório policial naquela tarde, White confessou ter atirado em Moscone e Milk, mas negou premeditação. Parte da confissão gravada tornou-se pública em 2014.

## Consequências dos tiroteios
Uma marcha improvisada à luz de velas, composta por dezenas de milhares de pessoas, começou no Distrito de Castro e terminou nos degraus da Prefeitura. Joan Baez liderou "Amazing Grace", e o Coro de Homens Gays de São Francisco [en] cantou um hino solene de Felix Mendelssohn. Ao saber dos assassinatos, a cantora e compositora Holly Near compôs "Singing for Our Lives", também conhecida como "Song for Harvey Milk".
Moscone e Milk foram velados em estado na Prefeitura. O funeral de Moscone na Catedral de Santa Maria foi assistido por 4.500 pessoas. Ele foi enterrado no Cemitério da Santa Cruz em Colma. Milk foi cremado e suas cinzas foram espalhadas pelo Oceano Pacífico. Feinstein, como presidente do Conselho de Supervisores, assumiu o cargo de prefeita, tornando-se a primeira mulher a ocupar esse cargo.
O legista que trabalhou nos corpos de Moscone e Milk concluiu posteriormente que os ferimentos de bala no pulso e no peito não foram fatais, e que ambas as vítimas provavelmente teriam sobrevivido com atendimento médico adequado. No entanto, os ferimentos na cabeça causaram morte instantânea, especialmente porque White disparou a curta distância.

### Novo prefeito e supervisores
A renúncia de White e todos os eventos subsequentes, incluindo os tiroteios, causaram mudanças de posição no governo municipal de São Francisco. Nos dois níveis mais altos, essas foram:
- Prefeito de São Francisco: George Moscone, morto em exercício em 27 de novembro de 1978, foi imediatamente sucedido pela presidente do Conselho de Supervisores, Dianne Feinstein, como prefeita interina, até ser eleita prefeita em uma votação de 6 a 2 entre os supervisores ativos restantes (excluindo ela mesma) em 4 de dezembro. Feinstein serviu pelo restante do mandato de Moscone e depois foi eleita para seu primeiro mandato completo como prefeita em novembro de 1979.[39][38]
- Presidente do Conselho de Supervisores: Quando Feinstein assumiu como prefeita em 4 de dezembro, um novo presidente do conselho de supervisores precisou ser eleito. Este seria o Supervisor do Distrito 2, John Molinari, eleito pelo Conselho em 2 de janeiro de 1979.[38]
- Conselho de Supervisores, Distrito 8: Dan White renunciou em 10 de novembro de 1978. White foi substituído por Don Horanzy, a escolha original de Moscone para o Distrito 8, quando nomeado pela prefeita Feinstein em 7 de dezembro.[40]
- Conselho de Supervisores, Distrito 5: Harvey Milk, morto em exercício em 27 de novembro de 1978. Harry Britt foi nomeado para Supervisor do Distrito 5 pela prefeita Feinstein em 8 de janeiro de 1979.[41]
- Conselho de Supervisores, Distrito 2: Dianne Feinstein, que assumiu como prefeita em 4 de dezembro, deixou uma vaga em sua antiga posição de supervisora do distrito. Feinstein nomeou Louise Renne para o Distrito 2 em 18 de dezembro.[42]

## Julgamento e consequências

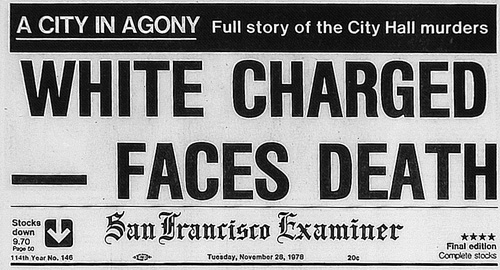
Capa do The San Francisco Examiner em 28 de novembro de 1978

White foi acusado de assassinato em primeiro grau com duas circunstâncias especiais, ambas aprovadas por lei através da Proposição 7 da Califórnia apenas três semanas antes dos assassinatos. Especificamente, a(s) vítima(s) eram funcionários eleitos de um governo local da Califórnia e o assassinato foi intencionalmente realizado em retaliação ou para impedir o desempenho das funções oficiais da(s) vítima(s); e mais de um assassinato foi cometido. Assassinato com circunstâncias especiais significava que, se condenado, White poderia enfrentar a pena de morte.
A equipe de defesa de White alegou que ele sofria de depressão na época dos tiroteios, evidenciada por muitas mudanças em seu comportamento, incluindo alterações em sua dieta. Relatórios midiáticos imprecisos afirmaram que a defesa apresentou o consumo de junk food como a causa de seu estado mental, em vez de um sintoma dele, levando ao termo pejorativo "defesa Twinkie"; isso se tornou um mito persistente, apesar de nenhum advogado de defesa ter argumentado que junk food causou os tiroteios de White, mencionando Twinkies apenas de passagem. Em vez disso, a defesa argumentou que a depressão de White levou a um estado de capacidade diminuída, deixando-o incapaz de formar a premeditação necessária para cometer assassinato em primeiro grau. O júri aceitou esses argumentos, e White foi condenado pelo crime menos grave de homicídio culposo. Ele foi sentenciado a sete anos de prisão.
O veredicto foi altamente controverso, e muitos sentiram que a punição era tão desproporcional ao ato e às circunstâncias que a maioria dos moradores de São Francisco acreditava que White essencialmente saiu impune de assassinato. Em particular, muitos na comunidade gay local [en] ficaram indignados com o veredicto e a sentença de prisão reduzida. Como Milk era homossexual, muitos sentiram que a homofobia foi um fator motivador na decisão do júri. Esse clamor de raiva desencadeou os motins da Noite Branca imediatamente após o anúncio do veredicto. O veredicto também levou a mudanças pela legislatura em 1981 e pelos eleitores estaduais em 1982, que encerraram a defesa de capacidade diminuída na Califórnia e substituíram por uma defesa de "atualidade diminuída" um pouco diferente e ligeiramente mais limitada.
White nunca fez uma declaração direta de remorso, e apenas uma relatada como boato foi dada por uma enfermeira de serviço prisional que atendeu White em 1983. Ele foi libertado condicionalmente em 1984 e cumpriu essa condicional na área de Los Angeles, longe de São Francisco. Frank Falzon, o detetive que tomou o depoimento de White após os assassinatos, disse em 1998 que se encontrou com White em 1984 e que White admitiu que não apenas o assassinato de Moscone e Milk foi premeditado, mas que ele também planejava matar Silver e Brown. Falzon citou White dizendo: "Eu estava em uma missão. Queria quatro deles. Carol Ruth Silver, ela era a maior cobra ... e Willie Brown, ele estava orquestrando tudo." Após cumprir sua condicional, White voltou para a área de São Francisco no início de 1985 e cometeu suicídio em outubro daquele ano.
Em novembro de 1988, Falzon mostrou a um repórter da KTVU algumas das evidências que ainda existiam sob custódia policial, incluindo as roupas que White usava, uma fita de seu interrogatório policial, garrafas de licor e copos do local do tiroteio de Moscone, e a carta de renúncia original de White para Moscone. O revólver usado nos assassinatos foi por um tempo considerado desaparecido do armazenamento de evidências policiais. Um funcionário do SFPD confirmou posteriormente que o destruiu "em 1983 ou por aí" enquanto testemunhado por seu supervisor, e sob uma ordem judicial de 1982 para fazê-lo. Suas partes foram derretidas em uma fundição que produzia tampas de bueiros.

## Representações culturais
O jornalista Randy Shilts escreveu uma biografia de Milk em 1982, The Mayor of Castro Street, que discutiu os assassinatos, o julgamento e os distúrbios em detalhes. O documentário de 1984 The Times of Harvey Milk ganhou o Oscar de Melhor Documentário.
Execution of Justice, uma peça de Emily Mann, narra os eventos que levaram aos assassinatos. A peça estreou na Broadway em março de 1986 e, em 1999, foi adaptada para um filme para a rede de cabo Showtime, com Tim Daly interpretando White.
Os assassinatos de Moscone e Milk e o julgamento de Dan White foram satirizados pela banda Dead Kennedys com sua versão reescrita de "I Fought the Law", que apareceu em seu álbum de compilação de 1987 Give Me Convenience or Give Me Death. A foto na capa de seu álbum de 1980 Fresh Fruit for Rotting Vegetables, que mostra vários carros de polícia em chamas, foi tirada durante os distúrbios da Noite Branca em 21 de maio de 1979.
Em 2003, a história do assassinato de Milk e do Distúrbio da Noite Branca foi destaque em uma exposição criada pela Sociedade Histórica GLBT, um museu, arquivo e centro de pesquisa em São Francisco, para o qual o espólio de Scott Smith doou pertences pessoais de Milk preservados após sua morte. "Saint Harvey: The Life and Afterlife of a Modern Gay Martyr" foi exibida na galeria principal na antiga localização da Sociedade na Mission Street. O destaque foi uma seção exibindo o terno que Milk usava no momento de sua morte. O terno está atualmente em exibição no espaço permanente do museu da Sociedade no Castro.
Em 2008, o filme Milk retratou os assassinatos como parte de uma história biográfica sobre a vida do ativista e político pelos direitos gays Harvey Milk. O filme foi um sucesso crítico e comercial, com Victor Garber interpretando Moscone, Sean Penn interpretando Milk e Josh Brolin interpretando White. Penn ganhou um Oscar por sua atuação, e Brolin foi indicado.
Em janeiro de 2012, o Teatro de Repertório de Berkeley estreou Ghost Light, uma peça que explora o efeito do assassinato de Moscone em seu filho Jonathan, que tinha 14 anos na época da morte de seu pai. A produção foi dirigida pelo próprio Jonathan Moscone e escrita por Tony Taccone.
O documentário de 2024 sobre Sally Gearhart, Sally, aborda as consequências do veredicto, especialmente os motins da Noite Branca, e o papel de Gearhart na tentativa de reduzir a violência.